# John Edward Bouligny
Pour les articles homonymes, voir Bouligny (homonymie).
John Edward Bouligny, né le 5 février 1824 à La Nouvelle-Orléans et mort le 20 février 1864, est un membre de Chambre des représentants des États-Unis.

## Biographie
John Edward Bouligny étudia le droit et fut ensuite admis au barreau de La Nouvelle-Orléans.
Il était le neveu de Charles Dominique Joseph Bouligny, sénateur des États-Unis. Son grand-père paternel, Francisco Bouligny, fut gouverneur militaire de la Louisiane.
De 1859 à 1861, il fut le représentant de l'État de Louisiane à la Chambre des représentants des États-Unis.
Durant la Guerre de Sécession, il s'opposa à la sécession de la Louisiane et à son ralliement aux États confédérés d'Amérique. Après la guerre civile, il conserva son poste à la Chambre des représentants à Washington jusqu'à sa mort survenu en 1864 à l'âge de 40 ans.